# Peter-Klaus Mugay
Peter-Klaus Mugay (* 24. Januar 1940 in Berlin) ist ein deutscher Journalist, Redakteur und Politiker (DDR-CDU, CDU). 1990 gehörte er der letzten Volkskammer der DDR an, danach war er Chefredakteur der Märkischen Allgemeinen.

## Leben und Beruf
Mugay wuchs als Sohn eines Verlagskaufmanns auf. Seine Schullaufbahn absolvierte er in Berlin, diese schloss er an einer Oberschule mit dem Abitur ab. Nachdem er zunächst eine Lehre zum Werkzeugmacher absolviert hatte, studierte er später Journalistik in Leipzig und war danach als Journalist tätig. Bis 1990 war er Chefredakteur der Wochenzeitung Die Märkische sowie der Berliner Redaktion der Neuen Zeit. Daneben war er als Buchautor tätig.
1991 wurde er zum Chefredakteur der Märkischen Allgemeinen in Potsdam berufen. Aus dieser Funktion wurde er im Januar 1995 entlassen, nachdem eine seit 1984 bestehende Tätigkeit als IM im Ministerium für Staatssicherheit bekannt wurde. Danach war er freiberuflich als Journalist und Publizist in Schildow tätig und veröffentlichte neben Büchern auch zahlreiche Zeitungs- und Hörfunkbeiträge, die sich hauptsächlich mit der Geschichte Berlins befassten.

## Politik
1962 trat Mugay in die CDU ein. Für diese gehörte er von 1965 bis 1980 der Stadtbezirksversammlung Prenzlauer Berg und von 1976 bis 1990 der Stadtverordnetenversammlung von Ost-Berlin an. 1989 wurde er Mitglied des Parteivorstands der CDU und beteiligte sich am Zentralen Runden Tisch. 1990 wurde er stellvertretender Landesvorsitzender der (Ost-)Berliner CDU.
Bei der Volkskammerwahl 1990 wurde Mugay über den Listenplatz 6 der CDU im Wahlkreis Berlin in die Volkskammer gewählt. Dort war er stellvertretender Vorsitzender des Ausschusses für Presse und Medien. Seine Mitgliedschaft endete mit der Auflösung des Parlaments zum 2. Oktober 1990.

## Werke
- Die Friedrichstraße. Geschichte und Geschichten, Berlin 1987
- Berliner Musike – en gros und en détail : Streifzüge durch die Berliner Musikgeschichte von den Anfängen bis zum Beginn unseres Jahrhunderts, Berlin 1987
- Vom Gendarmenmarkt zum Platz der Akademie, Berlin 1988
- An der Wiege Berlins : Spaziergang durch das Nikolaiviertel, Berlin 1988
- Kanzeln, Könige und Kanonen : evangelische Kirchengemeinden in der Berliner Stadtgeschichte, München 1991
- Wo aber Gefahr ist, wächst das Rettende auch : von Freundschaft und Menschlichkeit, Gudrun und Peter Mugay (Hg.), Zürich und Düsseldorf 2001
- Wamckow : ein Mecklenburger Gutsdorf im Wandel der Zeiten / Peter Mugay ; mit Photographien von Christine Jörss-Munzlinger, Wamckow 2001
- Im Einklang mit mir und der Welt : Worte und Geschichten für ein Leben in Frieden, Gudrun und Peter Mugay (Hg.), Zürich und Düsseldorf 2001
- Große Tage - frohe Stunden : besinnliche Worte zu den schönsten Stunden des Lebens, Gudrun und Peter Mugay (Hg.), Zürich und Düsseldorf 2001[3]